# کورتیس کو بین
کورتیس کو «سی.سی.» بِین (Curtis Coe "C. C." Bean) (زادهٔ ۴ ژانویه ۱۸۲۸ – درگذشتهٔ ۱ فوریه ۱۹۰۴)، تاجر و سیاستمدار آمریکایی بود. او در فعالیت سیاسی خود، یک دوره به عنوان نمایندهٔ کنگرهٔ منطقهٔ آریزونا خدمت کرد و همچنین عضو مجلس نمایندگان تنسی و مجلس قانون‌گذاری منطقهٔ آریزونا بود. او در طول زندگیش فعالیت‌های تجاری فراوانی داشت که مهم‌ترین آنها استخراج معدن بود.

## اوایل زندگی و تحصیلات
بِین در ۴ ژانویه ۱۸۲۸ در تاموورث، نیوهمپشایر چشم به جهان گشود. والدینش، جوزایا جی و اولیو (سنبورن) بِین بودند. بِین در نوجوانی، پدرش را از دست داد و در سال ۱۸۳۷، به همراه مادرش به گیلمانتون، نیوهمپشایر نقل مکان کرد. او در آکادمی فیلیپس اکستر و کالج یونین تحصیل کرد.

## اوایل حرفه
بِین در اواسط دههٔ ۱۸۵۰، به نیویورک سیتی نقل‌مکان کرد و در ادارهٔ گمرک مشغول به کار شد. او علاوه بر کارش، به دلالی و یادگیری حقوق نیز مشغول بود. او در کانون هیئت وکلا پذیرفته شد، اما به ندرت وکالت می‌کرد. بِین آنقدر به موفقیت مالی دست پیدا کرده بود که در سال ۱۸۵۹ توانست ۲۵۰۰ دلار برای ساخت راه‌آهنی خصوصی اهدا کند. بِین در زمان جنگ داخلی آمریکا، کارمند انجمن نظارت بر مدارس نیویورک سیتی بود.

## حرفه
بِین در سال ۱۸۶۴، به کلمبیا، ایالت تنسی نقل‌مکان کرد و از آنجا به نشویل، تنسی رفت. در خلال سال‌های ۱۸۶۷ و ۱۸۶۸، او در مجلس نمایندگان تنسی خدمت کرد. بِین با مری مارگارت برادشو ازدواج کرد. آنها صاحب سه دختر شدند: مری، گریس و بلانچ.
بِین و همسرش در ژوئن ۱۸۶۸ به منطقهٔ آریزونا نقل مکان کرده و در پرسکات مستقر شدند. بِین در اکتبر، با بازگشایی دفتری تجاری به فروش غلات به ارتش پرداخت. او ذرت را به قیمت ۸¢/پوند طلا به ارتش می‌فروخت، در حالی که آن را از کشاورزان محلی به قیمت ¢۷۱/۲/پوند طلا می‌خرید. تا سال ۱۸۷۲، کسب و کارش به حدی گسترش یافت که ۸۰۰۰۰۰ پوند (۳۶۰۰۰۰ کیلوگرم) ذرت را از منطقهٔ نیومکزیکو به قیمت /¢۶۱/۲پوند خریداری و با گاری و طی سفری ۳۳ روزه به آریزونا منتقل کرد. بِین علاوه بر مهاجران انگلیسی، تلاش کرد تا افراد بومی را نیز استخدام کند. در سال ۱۸۷۳، زمانی که به دنبال کارگر برای برداشت یونجه در فورت ورد بود، برای استخدام هر سرخ‌پوستی که «تمایل به کار و کسب درآمدی شرافت‌مندانه داشت» آگهی کرد. در همان زمان، بِین وعده داد که اگر قراردادی برای ادارهٔ مزرعه‌ای در نزدیکی فورت مک‌داول به او سپرده شود، به‌طور رایگان سبزیجات فراهم کند. بِین علاوه بر تجارت یونجه و غلات، مزرعه‌ای در نزدیکی فورت ورد و فروشگاهی برای تأمین آذوقه نیز داشت. معروف بود که او برای اجتناب از قیمت‌های بالا در سانفرانسیسکو، کالیفرنیا، اقلام را از سنت لوئیس، میزوری وارد می‌کند.
استخراج معدن به فعالیت اصلی بِین تبدیل شد. او پس از آنکه برای اولین بار در ژانویه ۱۸۶۹، از معدنی بازدید کرد، شروع به خریداری حق استخراج معدن و هزاران پوند سنگ نقره را تا سال ۱۸۷۰ به سانفرانسیسکو فرستاد. همچنین کار خود را توسعه بخشید که شامل چندین فرایند خردسازی کانسارها به همراه خرید و فروش تجهیزات معدنی می‌شد. برخی از فعالیت‌های استخراج معدن، فقط زیر نظر بِین و همسرش صورت می‌گرفت، هرچند، در تعدادی از آنها با دیگران نیز شریک بود. جان سی فرمونت، چارلز سایلنت و توماس فیچ از جمله افرادی بودند که بِین با آنها همکاری کرد. در سال ۱۸۸۰، بِین به خرید معادن مس روی آورد. او سهام زیادی از معادن مس را خریداری کرد و بعدها بیشتر آنها را به شرکت فلپس دوج فروخت.
بِین در سال ۱۸۷۴، برای اولین بار در انتخابات نمایندهٔ منطقه شرکت کرد. او در این انتخابات با آرای ۱۰۷۶ به ۱۴۴۲، از هایرم سنفورد استیونز شکست خورد. در این رقابت، چندین مورد غیرعادی مشاهده شد، از جمله سلب صلاحیت ۶۵۰ رأی بِین از سوی هیئت ناظران شهرستان یاواپای که از حوزه‌های لیتل کلرادو و لوور لینکس کریک به دست آمده بودند. شاهدان تصدیق کردند که هیچ انتخاباتی در حوزهٔ لوور لینکس کریک برگزار نشده بود. حوزهٔ لیتل کلرادو، ۳۸۵ رأی را به مرکز شهرستان عودت داد، با اینکه شاهدان ادعا کردند که تنها ۱۰۶ رأی به صندوق ریخته شده بود. بِین در ۲۹ آوریل ۱۸۷۶، اعلام کرد که دوباره در انتخابات نمایندهٔ منطقه شرکت می‌کند، اما در همان سال، پس از اینکه بر حسب اتفاق، یک ماه بعد با سلاح خود مورد اصابت گلوله قرار گرفت، از انتخابات کناره‌گیری کرد.
در سال ۱۸۷۸، بِین تصمیم گرفت که نامزد کرسی در مجلس قانون‌گذاری منطقه‌ای شود و در سال ۱۸۷۹، عضو مجلس (مجلس علیا) شد. زمانی که او در مجلس بود، برای ایجاد منصب معدن‌شناس منطقه‌ای زد و بند کرد. فرماندار فرمونت با این احتمال که فرماندار علاوه بر سمت خود به عنوان فرماندار، می‌تواند این منصب تازه ایجاد شده را نیز برعهده بگیرد، این سمت را پیشنهاد داد که حقوقش برابر با ۳۰۰۰ دلار در سال بود. در سال ۱۸۸۰، دوستان بِین برای کاندیدا شدن او به عنوان شهردار پرسکات، زد و بند کردند. زمانی که فهمیدند، از آنجاییکه خانهٔ بِین در خارج از محدودهٔ شهر قرار گرفته که باعث رد صلاحیت او می‌شود، این موضوع کنار گذاشته شد.
در سال ۱۸۸۴، بِین دوباره برای نمایندهٔ منطقه کاندیدا شد. او در ۱۵ سپتامبر در همایش جمهوری‌خواهان منطقه، برنامه‌های انتخاباتی خود که الگویی از خط مشی حزب ملی بودند را بیان کرد، با این حال، مواردی از جمله انتخاب مقامات منطقه از میان ساکنان منطقه، آموزش‌های عمومی رایگان، افزایش کنترل منطقه بر اعطای اراضی به راه‌آهن و کاهش اندازهٔ زمین‌های سرخ‌پوستان و هزینه‌های مصرفی برای آنها را نیز به برنامه‌های خود افزود. رقیب دموکرات او، کاتسورث پینکنی هد، تاجر سرشناس پرسکات بود. بِین با آرای ۶۷۴۷ به ۵۵۹۵ در انتخابات پیروز شد.
بِین پس از ورود به کنگرهٔ ایالات متحده، در هیئت بررسی معادن ایالات متحده قرار گرفت. او به عنوان نماینده، حق عبور راه‌آهن آرام جنوبی از میان زمین‌های سرخ‌پوستان در ماریکوپا و پیما را به دست آورد. با این مجوز، راه‌آهن توانست مسیری فرعی از خط اصلی خود در ماریکوپا به سمت فینکس ایجاد کند. با این حال، تلاش‌های او برای متوقف‌کردن لایحهٔ هریسون در سال ۱۸۸۶ که قدرت و صلاحیت مجلس قانون‌گذاری منطقه برای اعطای کمک‌های دولتی به راه‌آهن و ایجاد بدهی‌های افزودهٔ منطقه را محدود می‌کرد، با شکست مواجه شد. دیگر طرح‌های پیشنهادی بِین عبارت بودند از: جایزه برای دستگیری یا کشتن جرونیمو، افزودن یک قاضی دیگر به دادگاه عالی منطقه و پاداش برای ایجاد چاه‌های آرتزین.
جمهوری‌خواهان به اتفاق آرا، بِین را برای دومین دوره در سال ۱۸۸۶ کاندیدا کردند. خط مشی حزب منطقه، دولت کلیولند را به دلیل حمایت بیش از حد از وال استریت مورد انتقاد قرار داد، آنها خواستار پرداخت حقوق بازنشستگی به سربازان ارتش اتحادیه و ممنوعیت ورود مهاجران چینی بودند. بِین از رقیب دموکرات خود، مارکوس ای اسمیت، با آرای ۴۴۷۲ به ۶۳۵۵ شکست خورد.

## وفات
بِین پس از ترک خدمت، به کار استخراج معدن در آریزونا بازگشت. در سال ۱۸۸۹، او کاندیدای احتمالی برای فرمانداری بود، اما به‌خاطر نارضایتی همسرش از زندگی در منطقهٔ مرزی و نگرانی‌های مالی، از انتخابات کناره‌گیری کرد. بِین در سال ۱۸۹۰ به نیویورک‌سیتی نقل مکان کرد، با این حال، یک آدرس و نشانی قانونی در آریزونا داشت. او تا پایان عمرش در نیویورک ماند، اما برای انجام کارهای تجاریش، بارها به غرب سفر کرد. بِین در اول فوریه ۱۹۰۴ درگذشت و در گورستان گرین وود در بروکلین به خاک سپرده شد.